# Бамбукові паростки
Бамбукові паростки — молоді паростки бамбука звичайного, листоколосника їстівного та деяких інших видів рослин з родів Bambusa, Dendrocalamus та Phyllostachys родини бамбукових, які широко використовуються в східноазійській кухні — свіжими, вареними, сушеними, маринованими і у вигляді консервів. Їстівні паростки близько 200 видів бамбука.

## Опис
Свіжозрізані бамбукові паростки мають дуже тверду світло-жовту серцевину з вузькими перемичками в колінах повітряних камер. Бамбук, який використовується в їжу, зрізують відразу після проростання, коли паростки ще покриті дуже міцними, опушеними темно-коричневими листям, які перед кулінарною обробкою видаляють.
Ніжні, злегка хрусткі паростки бамбука вживаються в їжу майже у всіх країнах тропічної Азії. Найбільш ранні відомості про цей овоч виявлені в китайських джерелах епохи Тан. Бамбук популярний в традиційній східній медицині. У Європі як сільськогосподарська рослина культивується лише в Італії. У США комерційні посадки їстівного бамбука почалися в 1900-х роках, причому вважалося, що незабаром бамбукові паростки стануть звичайною американською їжею.
Паростки бамбука звичайного з зеленим стеблом на 100 г продукту містять 90 грамів води, 2,6 білка, 4,1 жирів, 1,1 харчових волокон, 22,8 мг кальцію, 37 мг фосфору, 1, 1 мг заліза, 3,1 мг аскорбінової кислоти. Така ж кількість паростків різновидів з жовтим стеблом містять 88 грамів води, 1,8 білка, 7,2 жирів, 1,2 харчових волокон, 28,6 мг кальцію, 27,5 мг фосфору і 1,4 мг заліза.
У рік бамбуковий гай дає від однієї до десяти тонн паростків.
Паростки бамбука містять ціаногенний глікозид, який руйнується в процесі кулінарної обробки. При тепловій обробці з паростків бамбука також видаляється властива їм гіркота.
В Японії бамбукові паростки варять, наприклад, разом з «нукою» — борошном, яка утворюється при шліфуванні рису і містить, насамперед, зовнішні шари рисового зерна. Пагони часто замочують в особливому кисло-солодкому маринаді (мемма). У ресторанах високої японської кухні також подають суші з бамбуковими пагонами.

## Галерея
|                |  |                  |  |                                            |
| Молодий бамбук |  | Зрізані паростки |  | Паростки бамбука, ферментовані по-японськи |